# Otto Reutter
Otto Reutter   (Gardelegen, 24 d'abril de 1870 - Düsseldorf, 3 de març de 1931) va ser un còmic, cupletista i cantant alemany.

## Biografia
Nascut en una família catòlica humil, Reutter va assistir a l'escola catòlica de Gardelegen i es va formar com a ajudant de venedor. Després de completar el seu aprenentatge, es va traslladar a Berlín i es va dedicar activament al teatre i com a còmic. Després es va traslladar a Karlsruhe i va formar part d'un grup de cantants i humoristes de taverna. El 1895 va aparèixer per primera vegada com a "humorista de saló", probablement a Berna, Suïssa. L'any següent va tenir el seu avanç.
Particularment notable de Reutter va ser la seva capacitat per oferir lletres originals i divertides d'una manera cantant, la seva personalitat plena d'ironia i enginy. Després d'una reeixida aparició a la "Wintergarten Variety" del Berlin Central Hotel, Reutter va ser considerat una celebritat i va ser considerat en les dècades següents com un dels artistes més destacats de l'escena a Alemanya.
A la dècada de 1920, Reutter va escriure moltes de les cançons per les quals encara és conegut avui, cançons que han estat cantades per molts artistes alemanys molt coneguts. Va escriure més de mil coples, una forma alemanya de divertida cançó de cabaret.
Sobresortit i després d'haver sofert alguns contratemps personals, Reutter tenia intenció de retirar-se com a milionari el 1919, després d'una reeixida carrera de trenta anys. Havia invertit la seva fortuna a la seva casa (coneguda com a Waldschnibbe) a Gardelegen, així com en bons de guerra. Quan la Primera Guerra Mundial va acabar i es va produir la inflació alemanya, Reutter va perdre una bona part d'aquesta fortuna i, per tant, va haver de continuar recolzant-se lliurant les seves cançons en diversos petits escenaris.
Per tant, a partir de 1919, va començar a aparèixer el seu "treball madur": cançons que es caracteritzaven especialment per l'humor i la malenconia, la saviesa de la vida i una mena de sassa i mossegada cansada. Les seves cançons no només preveien canvis de la societat, sinó que també proporcionaven als seus oients comoditat en moments que requereixen un gran sacrifici. Les seves cançons tenien tendència a seguir el gust dels temps, així com l'actualitat.
Malalt i esgotat, Otto Reutter va morir durant una compareixença a Düsseldorf el 1931 i va ser enterrat a Gardelegen.

## Obres seleccionades
- Ach wie fein (wird's in 100 Jahren sein) (um 1900)
- Alles wegn de Leut (1926)
- Berlin is ja so große (1913)
- Der gewissenhafte Maurer (1920)
- Der Überzieher (1925)
- In fünfzig Jahren ist alles vorbei (1920)
- Wir fang'n noch mal von vorne an (1925)
- Das ist so einfach, und man denkt nicht dran (1925)
- Nehm se 'n Alten (1926)
- Mir hab'ne se als jeheilt entlassen (1928)
- Und dadurch gleicht sich alles wieder aus (1928)
- Es geht vorwärts! (1920; 1930)
- Ein Sachse ist immer dabei! (1930)
- Und so kommen wir aus der Freude gar nicht raus (1930)
- Otto Reutter - Der König der Kleinkunst - Folge 1 und 2, 8 CD-ROM, 2005 Membran Music Ltd., Vertrieb Grosser und Stein, Pforzheim, ISBN 3-86562-235-6 i ISBN 3-86562-236-4.